# Тинн, Томас, 2-й маркиз Бат
Томас Тинн, 2-й маркиз Бат (англ. Thomas Thynne, 2nd Marquess of Bath; 25 января 1765 — 27 марта 1837) — британский аристократ, землевладелец и политик, титулярый виконт Уэймут с 1789 по 1796 год.

## Происхождение
Родился 25 января 1765 года. Старший сын Томаса Тинна, 1-го маркиза Бата (1734—1796), и леди Элизабет Кавендиш-Бентинк (1735—1825).
19 ноября 1796 года после смерти своего отца Томас Тинн унаследовал титулы 2-го маркиза Бата, 4-го барона Тинна, 4-го виконта Уэймута и 5-го баронета Тинна.

## Образование
Он получил образование в Винчестерском колледже и был принят как дворянин в Колледж Святого Иоанна в Кембридже в 1785 году, получив степень магистра в 1787 году.

## Политическая карьера
В 1786—1790 годах Томас Тинн был членом Палаты общин Великобритании (от партии тори) от Уэбли. Позже он заседал в парламенте от Бата в 1790—1796 годах. Он был лордом-лейтенантом Сомерсета с 1819 по 1837 год и был посвящен в рыцари Ордена Подвязки 16 июля 1823 года.

## Брак и потомство
14 апреля 1794 года в Лондоне лорд Бат женился на достопочтенной Изабелле Элизабет Бинг (21 сентября 1773 — 1 мая 1830), дочери Джорджа Бинга, 4-го виконта Торрингтона (1740—1812), и леди Люси Бойл (1744—1792). У них было одиннадцать детей:
- Леди Элизабет Тинн (27 февраля 1795 — 16 февраля 1866), в 1816 году она вышла замуж за Джона Кэмпбелла, 1-го графа Кодора (1790—1860). У них было семеро детей.
- Томас Тинн, виконт Уэймут[англ.] (9 апреля 1796 — 16 января 1837), в 1820 году он женился на Гарриет Матильде Роббинс (? — 1873), но детей у них не было.
- Генри Фредерик Тинн, 3-й маркиз Бат (4 мая 1797 — 24 июня 1837), в 1830 году он женился на достопочтенной Гарриет Бэринг. У них было четверо детей.
- Лорд Джон Тинн (7 ноября 1798 — 9 февраля 1881), в 1824 году он женился на Энн Бересфорд (1806—1866). У них было девять детей.
- Леди Луиза Тинн (25 марта 1801 — 7 ноября 1859), в 1823 году она вышла замуж за Генри Ласселла, 3-го графа Хейрвуда (1797—1857). У них было тринадцать детей.
- Лорд Уильям Тинн (17 октября 1803 — 30 января 1890), в 1861 году он женился на Белинде Брумель.
- Лорд Фрэнсис Тинн (20 января 1805 — 29 мая 1821)
- Лорд Эдвард Тинн[англ.] (23 января 1807 — 4 февраля 1884), женился сначала на Элизабет Меллиш (? — 1849), а затем на Сесилии Энн Мэри Гор (? — 1879), от которой у него был ребёнок.
- Лорд Джордж Тинн (25 декабря 1808 — 19 июня 1832)
- Леди Шарлотта Энн Тинн (10 апреля 1811 — 18 марта 1895), в 1829 году она вышла замуж за Уолтера Монтегю Дугласа Скотта, 5-го герцога Баклю (1806—1884). У них было семеро детей.
- Преподобный лорд Чарльз Тинн (9 февраля 1813 — 11 августа 1894), в 1837 году он женился на Харриет Багот (1816—1881). У них было двое детей.

## Поздняя жизнь
Маркиз Бат был благотворителем в соседнем городе Фрум, отказавшись от земли и зданий, чтобы можно было построить новую широкую дорогу, ведущую на юг от центра города, которая теперь называется Бат-стрит. В другой раз он выделил землю под наделы для ста семей. «Мне сказали, что в определённый утренний час он принимал самых скромных людей в своем приходе, выслушивал их мелкие проблемы и давал им советы…..Он был одним из немногих, кто хорошо понимал, для каких целей присваиваются ранг, богатство и влияние».

## Смерть и погребение
Лорд Бат скончался в 1837 году в возрасте 72 лет и был похоронен в своем доме Лонглит-хаус. «Мне сказали, что присутствовало десять тысяч, сто пятьдесят всадников». Его старший сын Томас умер раньше него примерно на два месяца, и поэтому ему наследовал его второй сын Генри Тинн, 3-й маркиз Бат.